# TAM 5
TAM 5 (TransAtlantikModell) ist ein ferngesteuertes Modellflugzeug mit Autopilotfunktion der TAM-Serie von Maynard L. Hill (USA) und seinem Team Barrett J. Foster und David G. Brown. Die TAM 5 – The Spirit of Butts Farm genannte Maschine dieses Baumusters überquerte vom 9. bis 11. August 2003 im Nonstopflug den Nordatlantik. Durch die Autopilotfunktion ist es auch ein unbemanntes Luftfahrzeug.

## Geschichte
In seiner kurzen Web-Autobiographie Two Sunsets & Still Flying beschreibt Maynard L. Hill, dass er seit 1996 das Ziel eines Transatlantikfluges mit einem Modellflugzeug verfolgte. Bis dahin hatte er mehrere FAI-offizielle Langstreckenrekorde für Modellflugzeuge aufgestellt. Die konkrete Konstruktion und Fertigung der Trans-Atlantik-Modelle begann 1999. Zunächst wurden fünf Exemplare für Flugtests gebaut. In den Folgejahren entstanden 23 weitere Maschinen, die zum Einfliegen der Komponenten und für die Rekordversuche vorgesehen waren. Mit Maschine Nummer 19, sie erhielt den Namen TAM 1, wurde am 8. August 2002 der erste Rekordversuch unternommen. Dieser Versuch wie auch drei weitere scheiterten. Die Maschine TAM 5, Seriennummer 25, war erfolgreich. Der von Hill für TAM 5 vergebene Zusatzname „The Spirit of Butts Farm“ soll zum einen an die Spirit of St. Louis der ersten Solo-Atlantiküberquerung als auch an R. Beecher Butts erinnern, einen Unterstützer des Projekts.

## Rekordflug
Die Maschine startete am 9. August 2003 um 6:00 Uhr von Cape Spear nahe St. John’s, Neufundland, Kanada.
Nach einem anfänglich unruhigen Flug bei Rückenwind mit Fluggeschwindigkeiten bis 88 km/h (48 kn) stabilisierte sich das Modell, wie die mittels Satellit übertragenen Daten zeigten, auf die geplante Geschwindigkeit über Grund von 69 km/h (37 kn). Das Flugmodell erreichte nach 3.030 km und 38,5 Flugstunden Mannin Beach nahe Clifden in Irland. Dave Brown übernahm die Kontrolle des Modells vom Boden aus und landete es um 14:08 Uhr Ortszeit unter dem Beifall von zahlreichen Zuschauern nur wenige Meter neben dem ausgelegten Landekreuz. Über 99 Prozent der Flugzeit wurde das Hightech-Modell durch einen Autopiloten gesteuert. Nach der Landung befanden sich noch 0,043 kg (1,9 Prozent) Kraftstoff der Ausgangsmenge von 2,261 kg im Tank.
TAM 5 ist nach dem Flug dem amerikanischen National Model Aviation Museum übergeben worden.

## FAI Rekord-Eintrag
- Category F8: Autonomous Flight
- Sub-class F8 Open (Aeroplane, piston motor)
- N°907: Duration: 38 h 52 min 19 sec
- Date of flight: 11/08/2003
- Record holders: Maynard L. HILL (USA), Barrett J. FOSTER, David G. BROWN
- Course/place: Cape Spear, NF (Canada) – Mannin Beach (Ireland)

Der Rekord bestand FIA-CIAM-offiziell von 2003 bis 2009. Im Jahre 2009 beschloss die Commission Internationale Aeromodelling der FIA bei ihrer Versammlung vom 23. und 24. März in Lausanne die Kategorie F8 Autonomous Flight nicht weiter als Modellflug anzuerkennen. Die Rekorde wurden gestrichen. Maynard L. Hill erhielt stattdessen eine Sonderauszeichnung der FIA-CIAM.

## Konstruktion
Die Maschine wurde von Hill und seinem Team speziell für den Rekordflug über den Atlantik konstruiert. Das Modell war in traditioneller Weise aus Balsaholz und Hartholz mit einer Bespannung aus Mylarfolie gebaut. Bei einer zu überfliegenden Strecke von rund 3.040 Kilometern und einem vorgegebenen Kraftstoffverbrauch des 10-cm³-Motors musste eine Geschwindigkeit des Modells erreicht werden, die bei der vorhandenen Kraftstoffmenge für einen Überflug ausreichend war. Der gesamte Kraftstoff befand sich in einem 330 mm (13 in) langen und 114 mm (4,5 in) breiten Tank mit 3 Kammern, der gleichzeitig tragendes Bauelement war. Da das Modell außer bei Start und Landung lediglich geradeaus zu fliegen hatte, wurde zur Gewichtseinsparung auf das Seitenruder und rechte Querruder verzichtet. Die Maschine gehörte zur FAI-Klasse F8 Open.

## Technische Daten
| Kenngröße                 | Daten                                                                                                   |
| ------------------------- | --- |
| Länge                     | 1,88 m (74 in)                                                                                          |
| Spannweite                | 1,83 m (72 in)                                                                                          |
| Höhe                      | 0,42 m (16,5 in)                                                                                        |
| Flügelfläche              | 0,716 m²                                                                                                |
| Flügelstreckung           | 4,7 |
| Nutzlast                  | 0,00 kg                                                                                                 |
| Leermasse                 | 2,65 kg                                                                                                 |
| Startmasse                | 5,00 kg                                                                                                 |
| Reisegeschwindigkeit      | 78,7 km/h, durchschnittlich, vg                                                                         |
| Flughöhe                  | 304,8 m (1000 ft)                                                                                       |
| Reichweite                | 3040 km (1641 sm)                                                                                       |
| Triebwerk                 | O.S. FS61 Viertakt-Motor, 10 cm³                                                                        |
| Propeller                 | 14×12, Holz mit Epoxidharz versiegelt                                                                   |
| Kraftstoffvorrat          | 2,261 kg                                                                                                |
| Kraftstoffzusammensetzung | Mischung aus 45–50 % Solvent Naphtha, 45–50 % Aliphatische Petroleum Destillate, 2 % Xylole, 2 % Toluol |
| Kraftstoffverbrauch       | 70,225 cm³/h (57 g/h)                                                                                   |